# Boca do Inferno

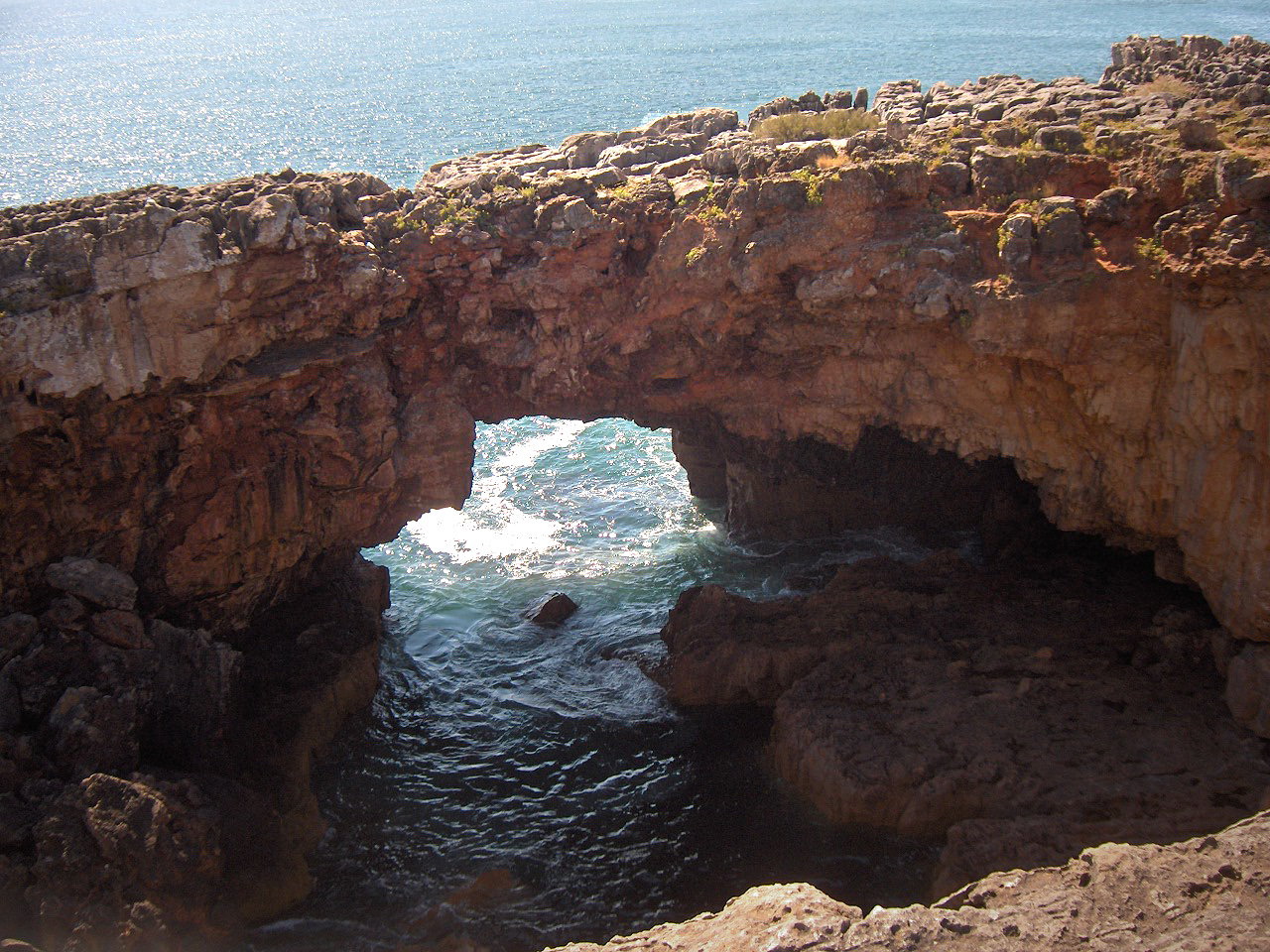
Boca do Inferno nahe Cascais

Boca do Inferno (Port. für Höllenmund) ist eine Schlucht in den Küstenklippen nahe der portugiesischen Stadt Cascais.
Das Wasser des Atlantiks hat Zugang zum tiefen Grund der Schlucht. Bei Flut werden die Wellen in die senkrechten „Felsschlote“ gepresst und weit nach oben an Land geschleudert.
Der britische Okkultist und Dichter Aleister Crowley täuschte hier seine Selbsttötung vor, wodurch der Ort Anfang der 1930er Jahre weltbekannt wurde, ebenso wie durch den Suizid des Dichters Guilherme de Faria.